# Biserica de lemn din Macău

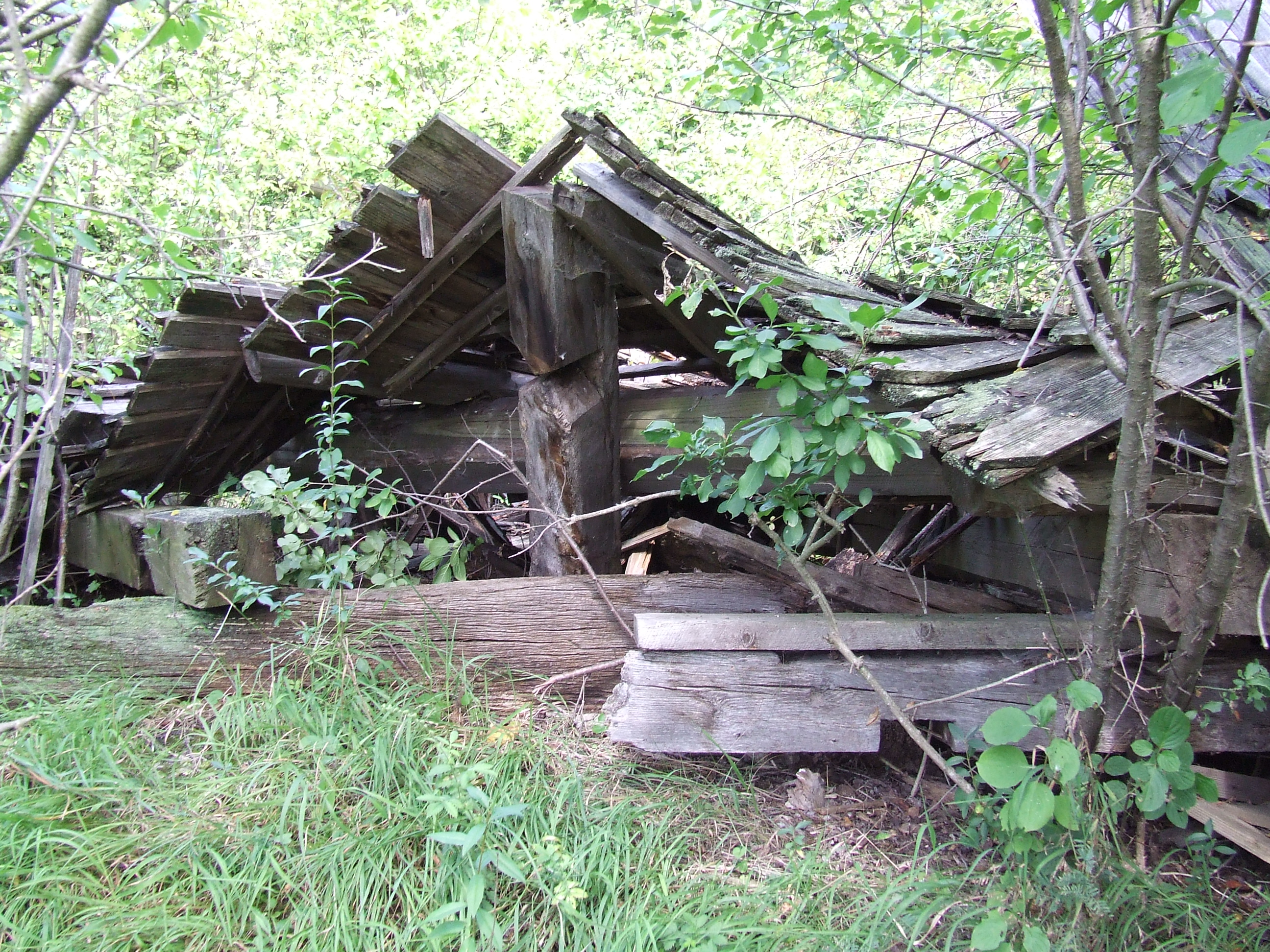
Biserica de lemn din Macău, județul Cluj aflată în stare de ruină. Foto: 2009

Biserica de lemn din Macău a fost folosită de comunitarea românească din satul Macău, comuna Aghireșu. Avea hramul Sfinților Arhangheli Mihail și Gavriil. Construită în prima jumătate a secolului XVIII, biserica se afla în vechiul cimitir românesc.

## Trăsături și istoric
Înființată inițial ca parohie de sine stătătoare în anul 1826, organizarea religioasă a românilor din Macău se modifică aproximativ 50 de ani după, în 1872, când este transformată în filie deși numărul credincioșilor români a înregistrat o ușoară creștere în această perioadă (în 1850 erau 45 de români iar în 1880 erau aproximativ 70 de români). 

Construită din lemn de stejar, biserica avea tălpile masive așezate pe o fundație din piatră. Planimetria bisericii era una obișnuită, corpul clădirii fiind împărțite în pronaos (2,95 metri lungime, 4,15 metri lățime), naos (4,80 metri lungime, 4,15 metri lățime) și altarul, dreptunghiular, decroșat, din grinzi de brad, având aproximativ 2,80 m. lungime și 2,5 m. lățime.
Biserica avea un turn clopotniță, amplasat peste pronaos, cu galerie deschisă. Turnul avea un coif octogonal cu baza pătrată.
Biserica avea interiorul decorat cu pictură, realizată în secolul XVIII. La o expoziție organizată de ASTRA la Sibiu în 1905 din această biserică au fost prezentate două prapore realizate de Nistor din Feleac.
După cel de-al doilea război mondial, statutul comunității era tot de filie a parohiei Gârbău. La acel moment, starea bisericii era una medie, numărul de suflete fiind doar de 14 persoane. Numărul românilor la recensămntul din 1992 era doar de 16 persoane.
Numărul scăzut de persoane și implicit forța materială scăzută a comunității au determinat lăsarea în paragină a bisericii, deteriorarea acesteia ducând în final la dispariția ei. Din lucrarea doamnei Cîmpian Felicia Elena aflăm că la data conceperii lucrării amintite biserica avea cea mai mare parte a coifului, acoperișul și o parte a bolții naosului distruse.
În vara anului 2008, biserica nu mai exista.

## Imagini

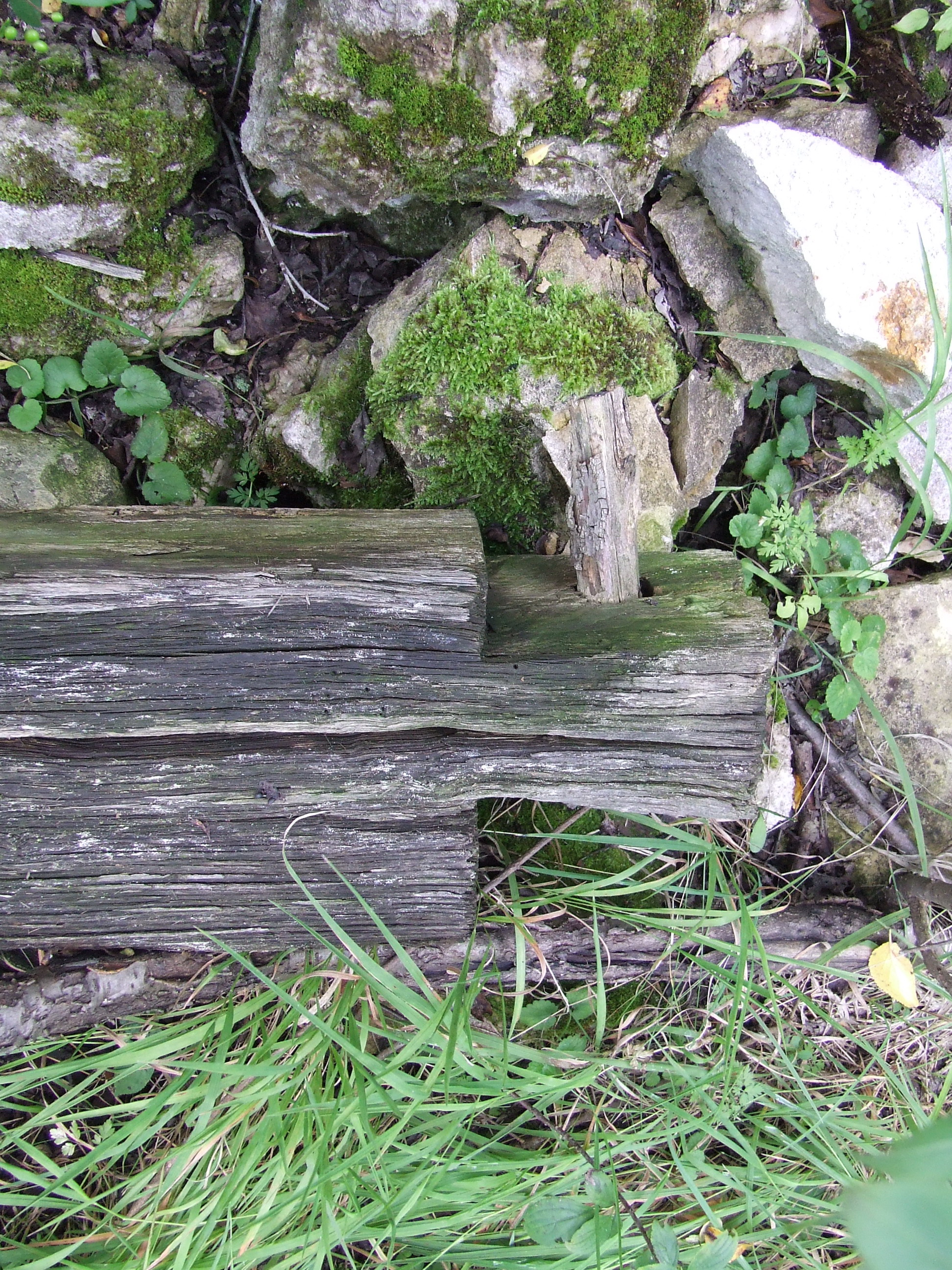
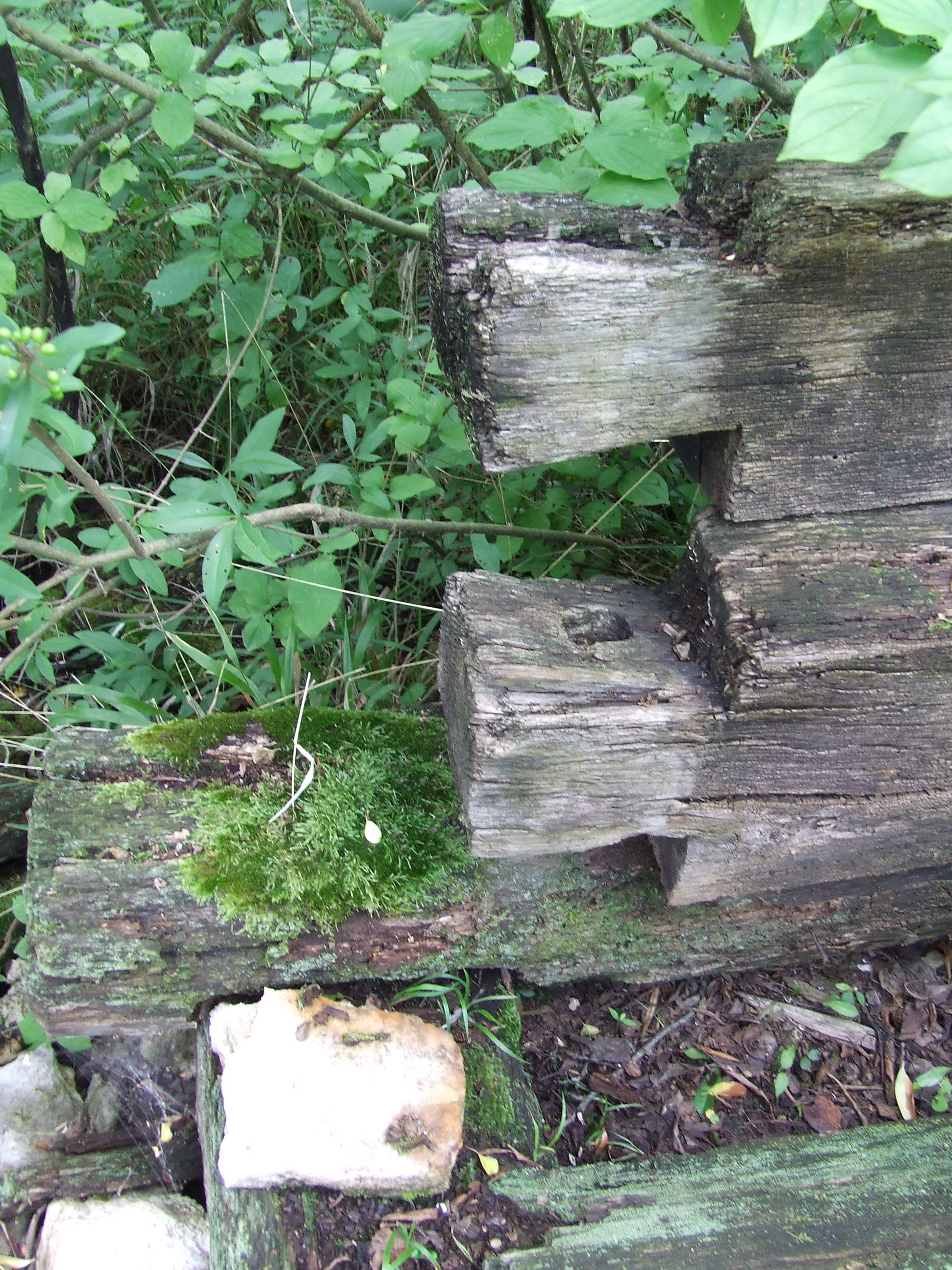
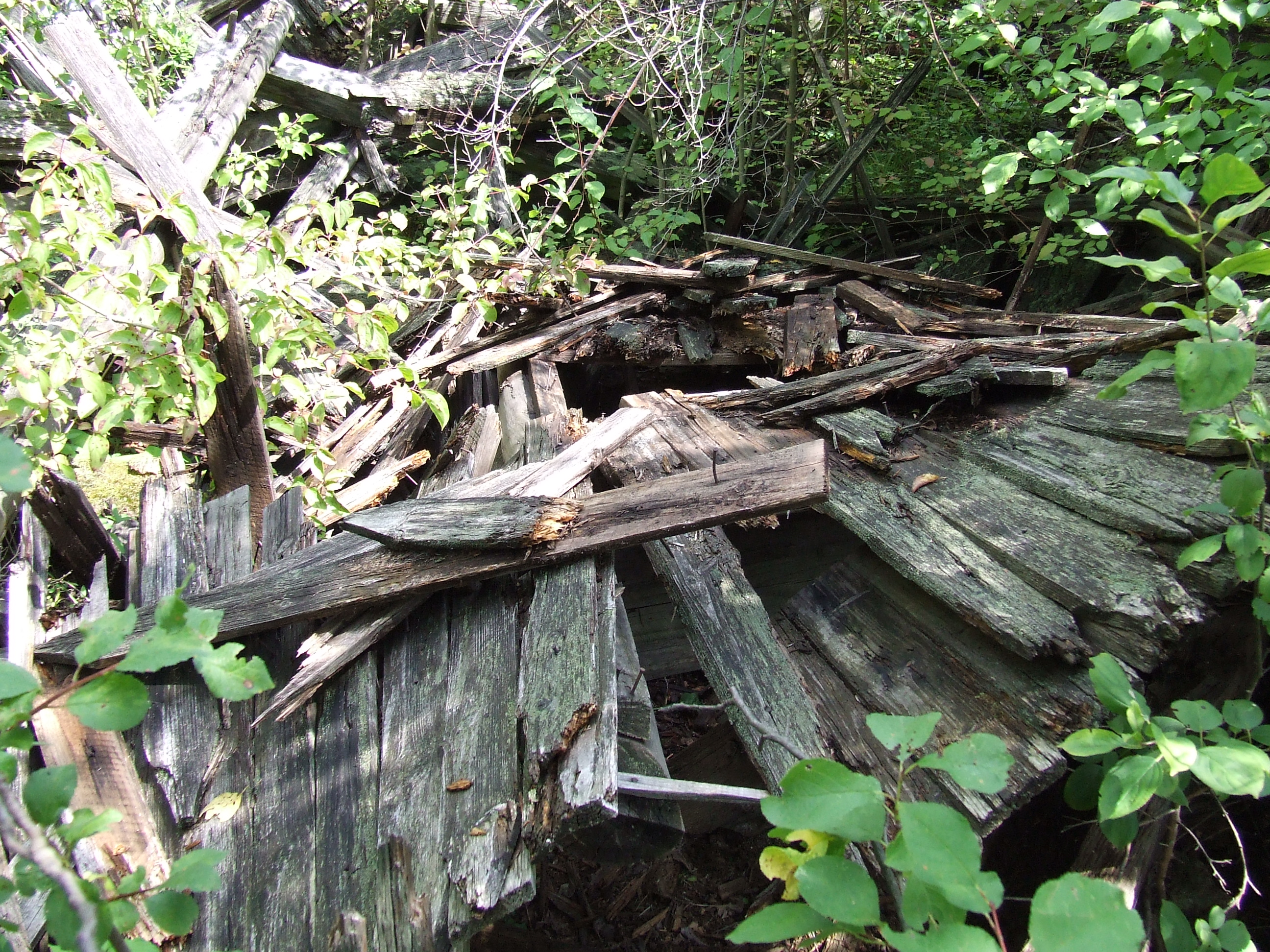
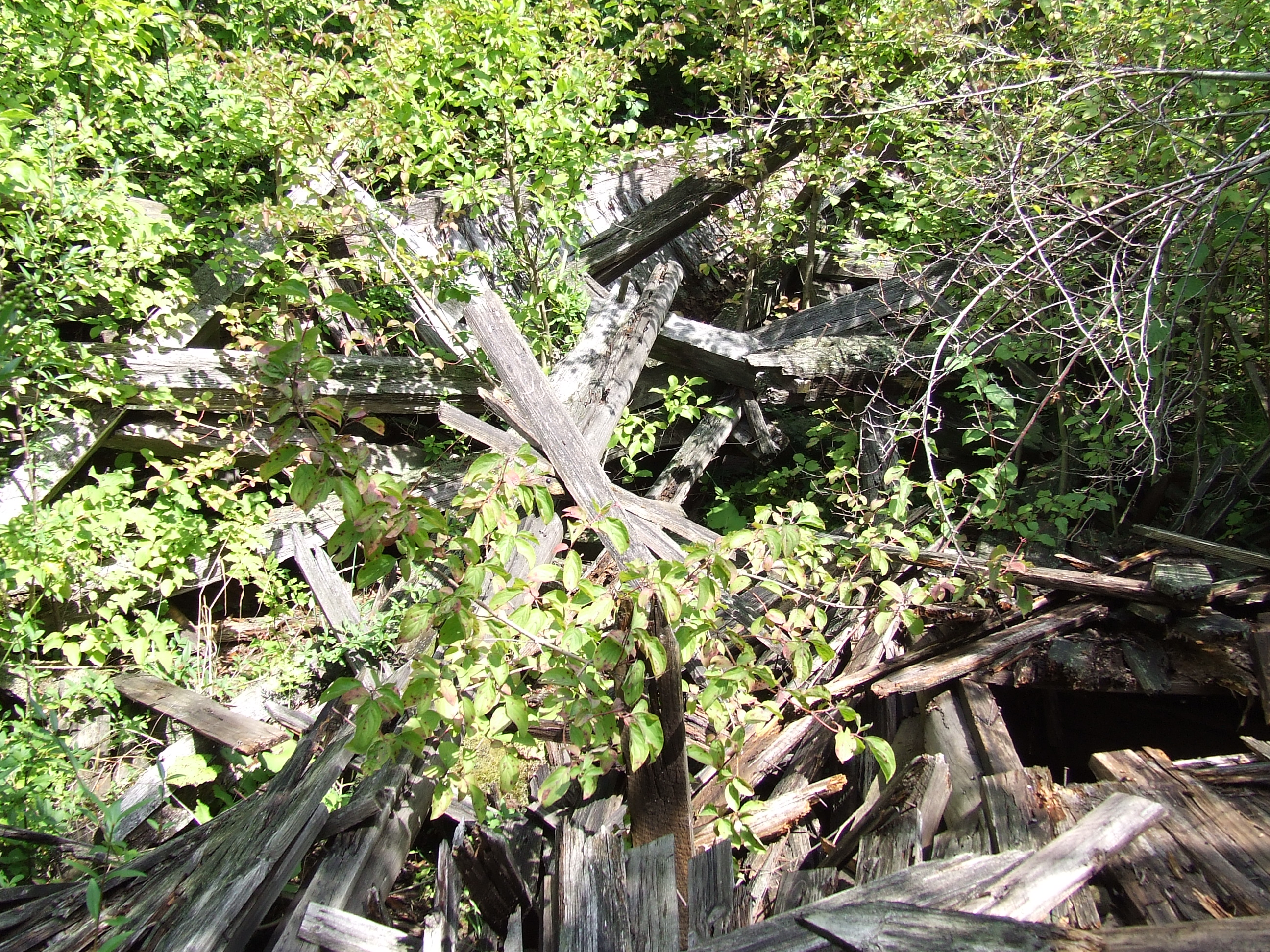
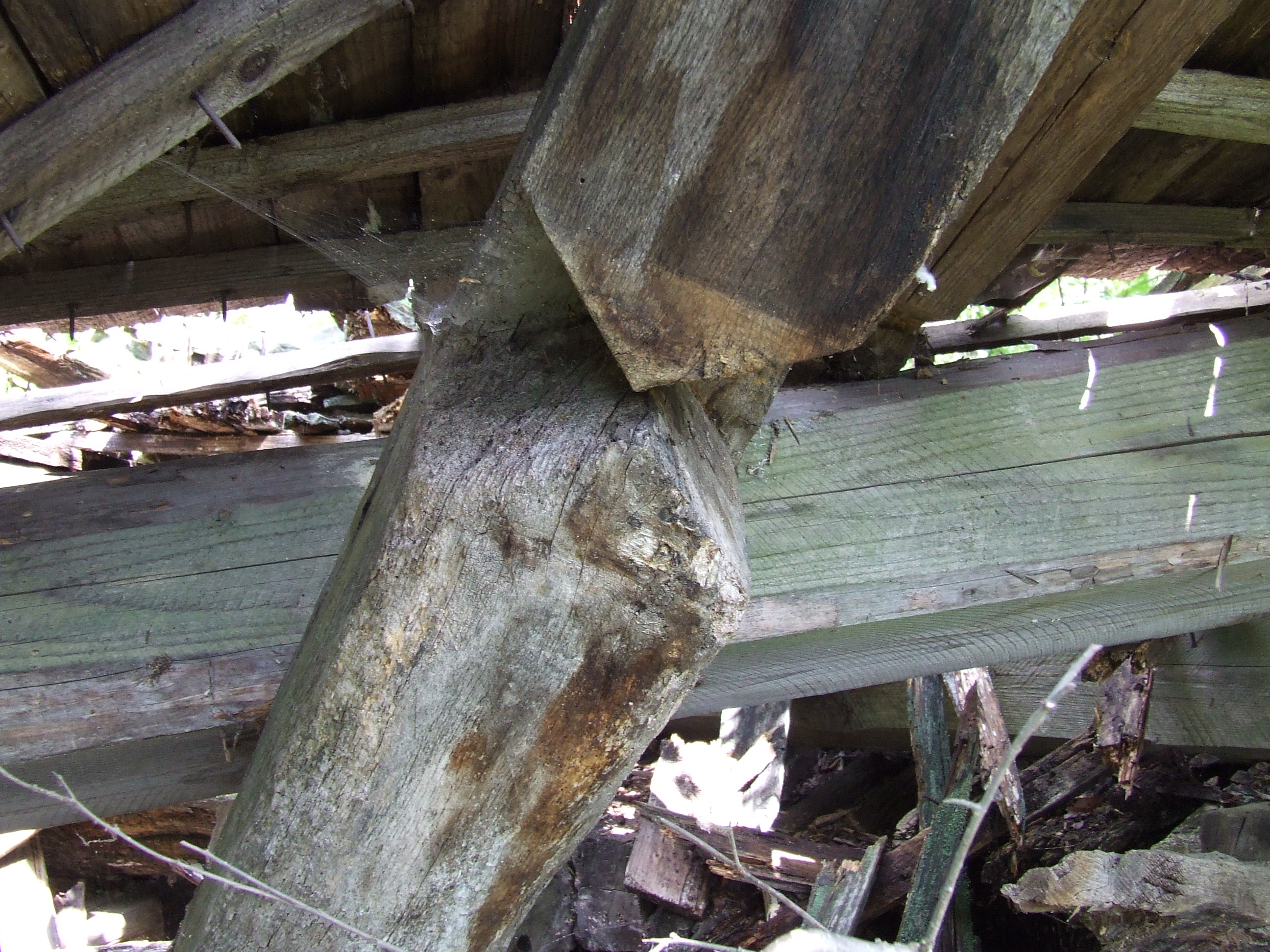
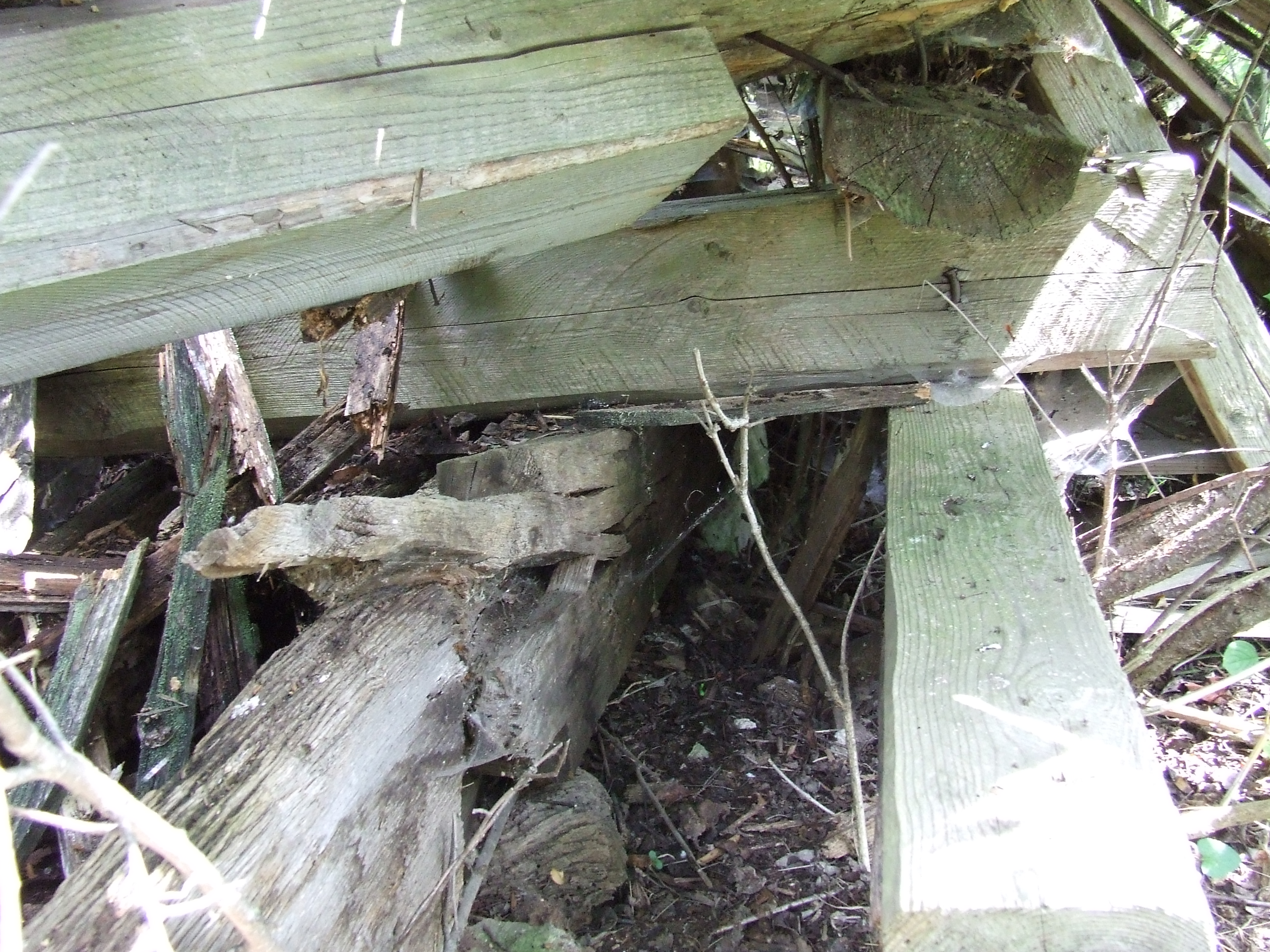
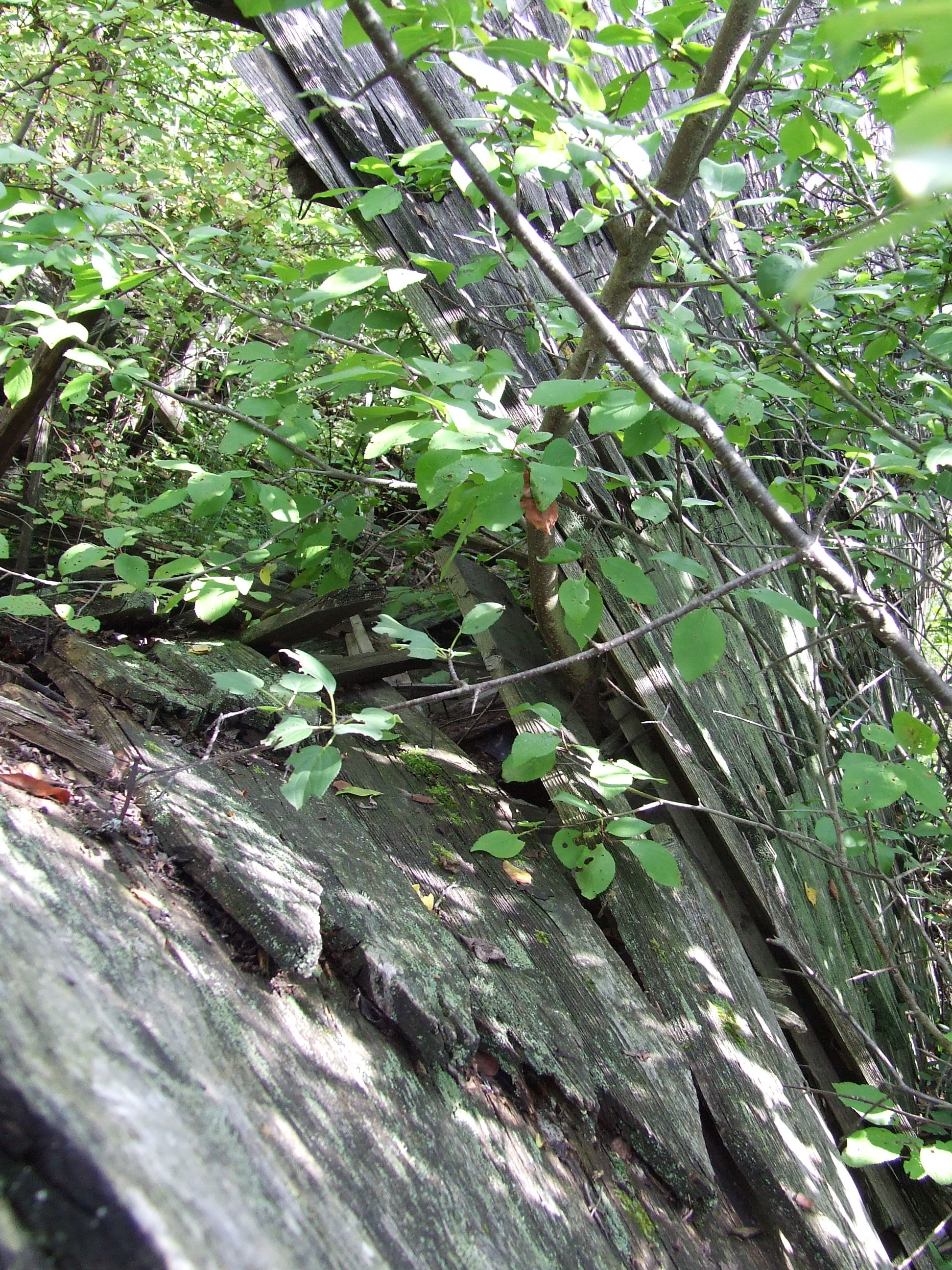
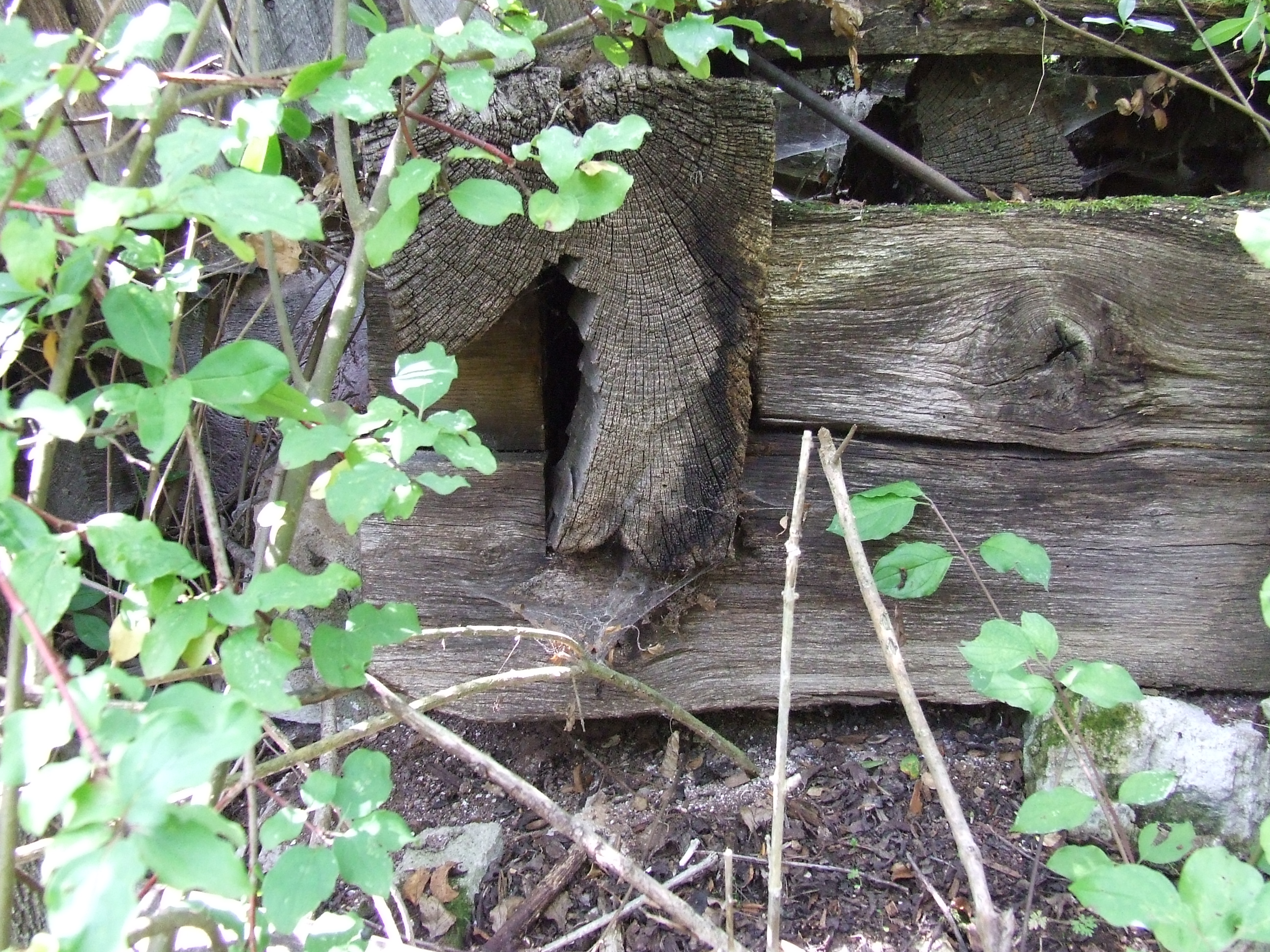
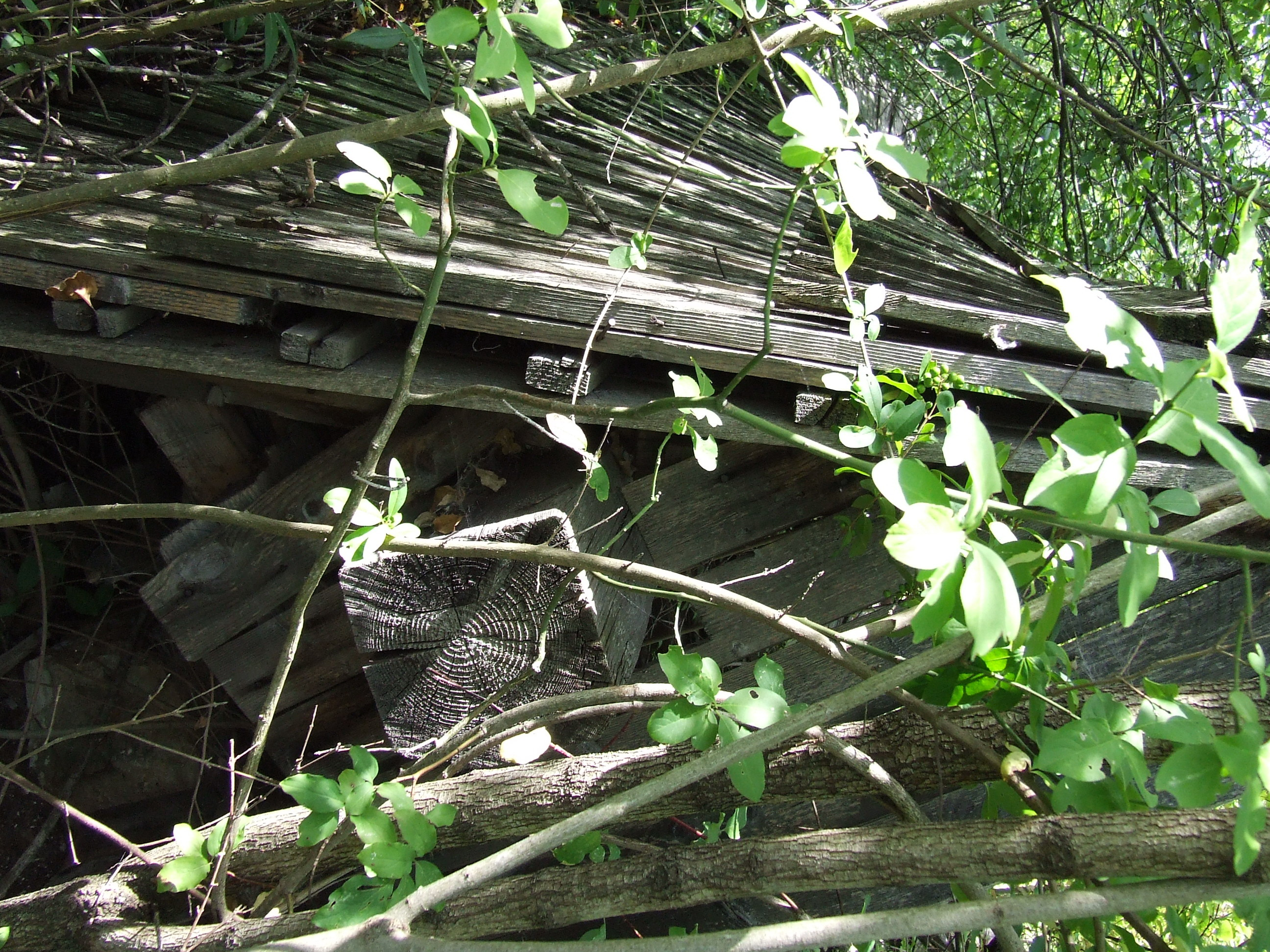
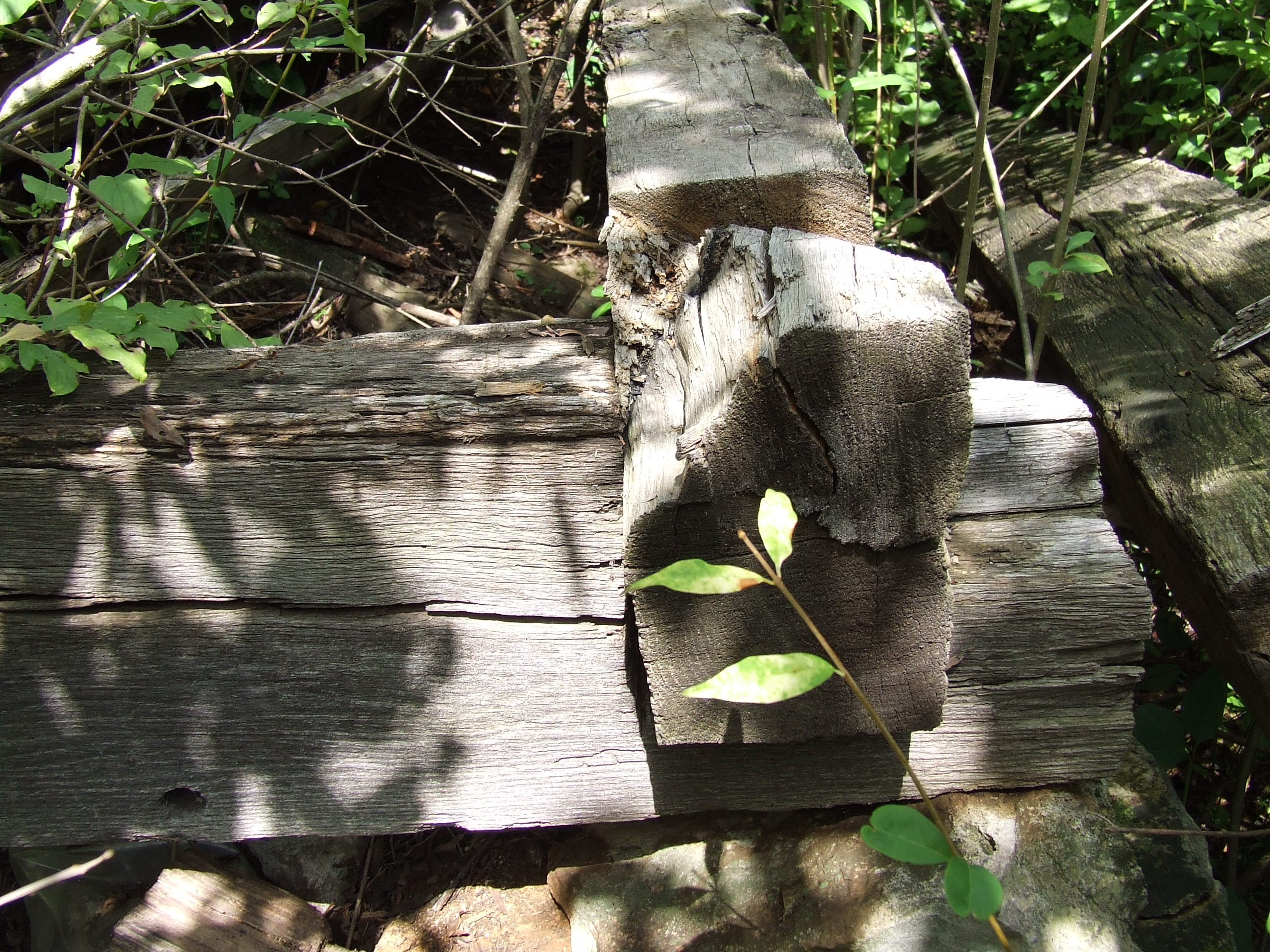
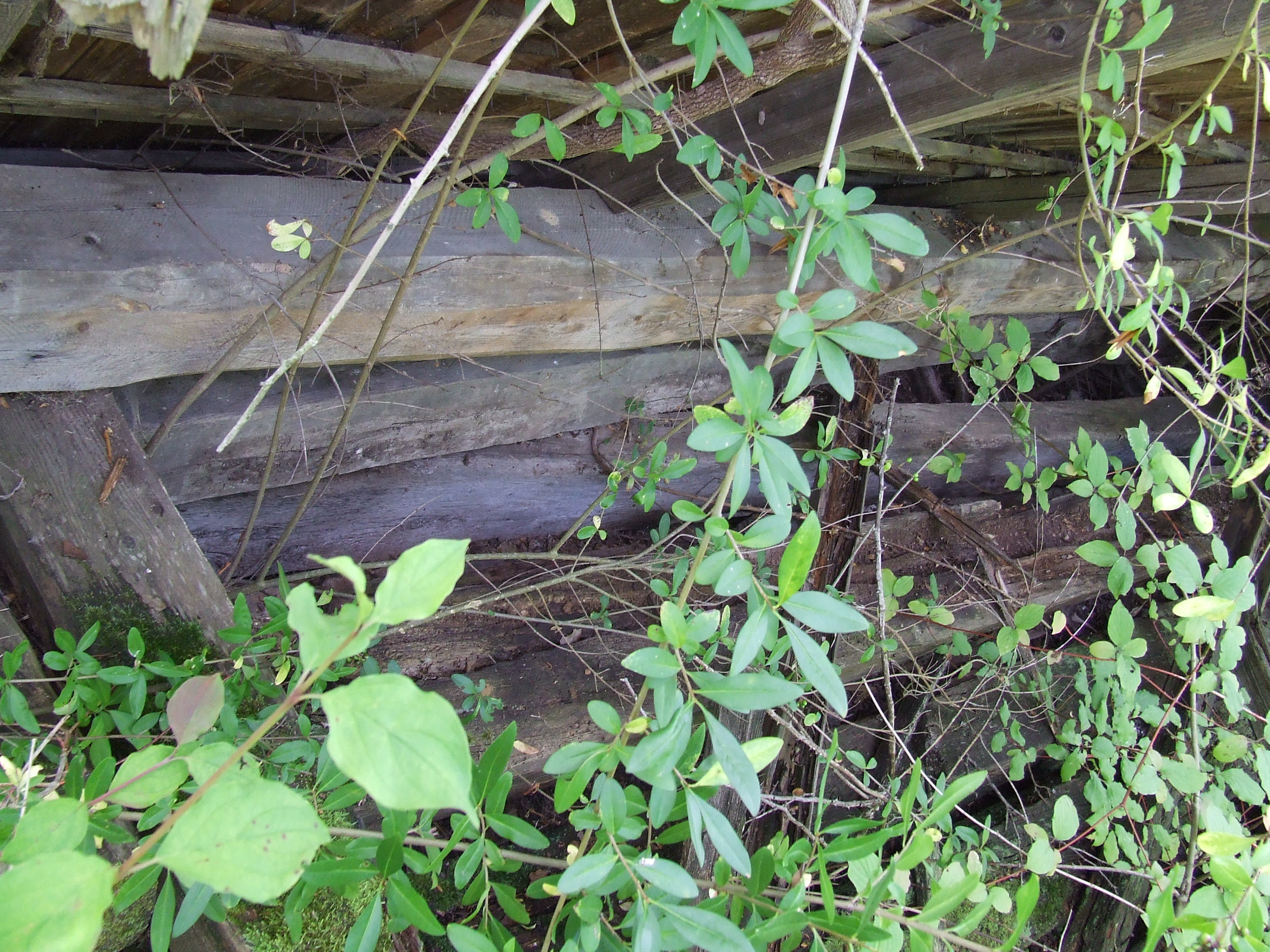
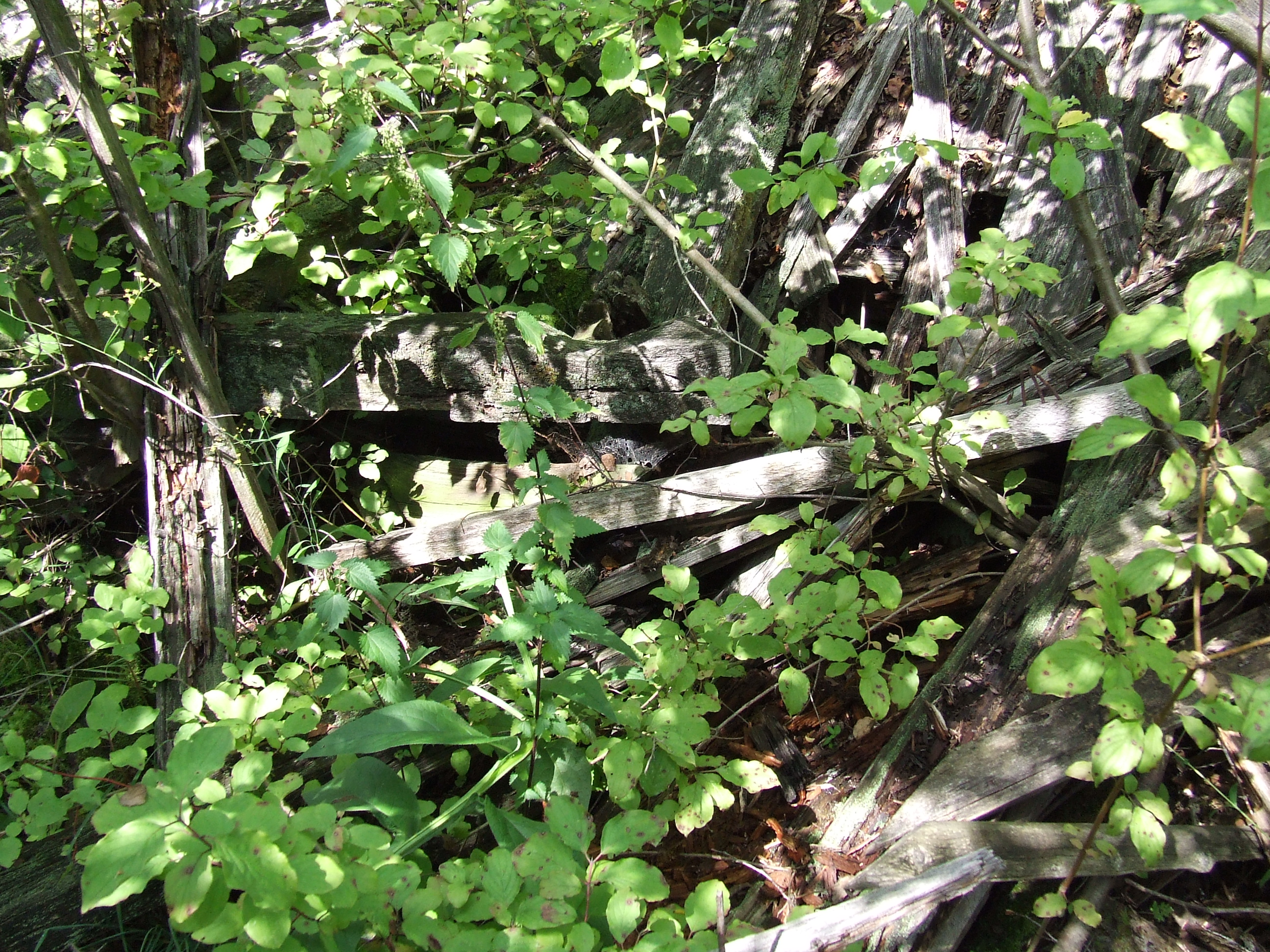
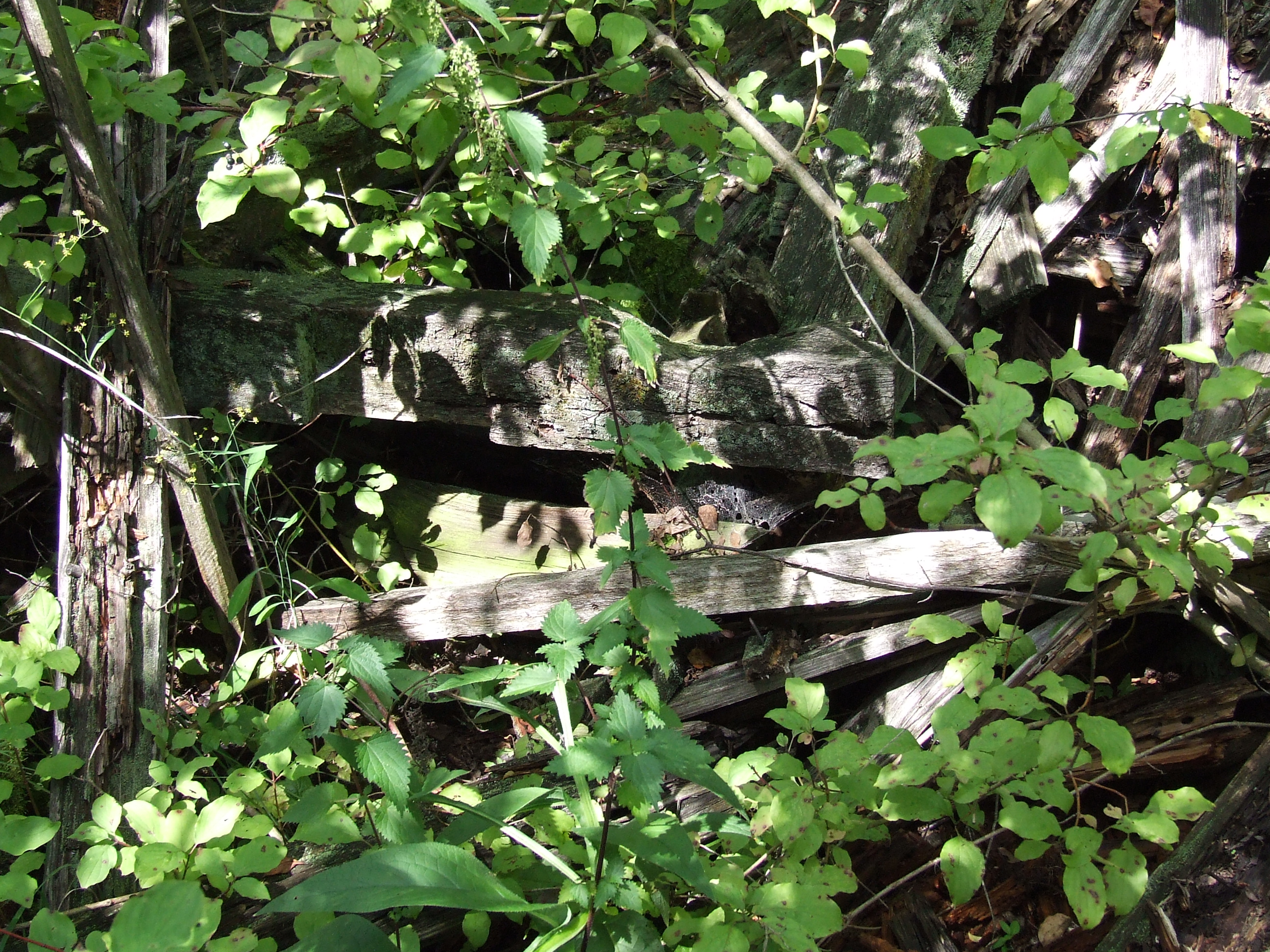
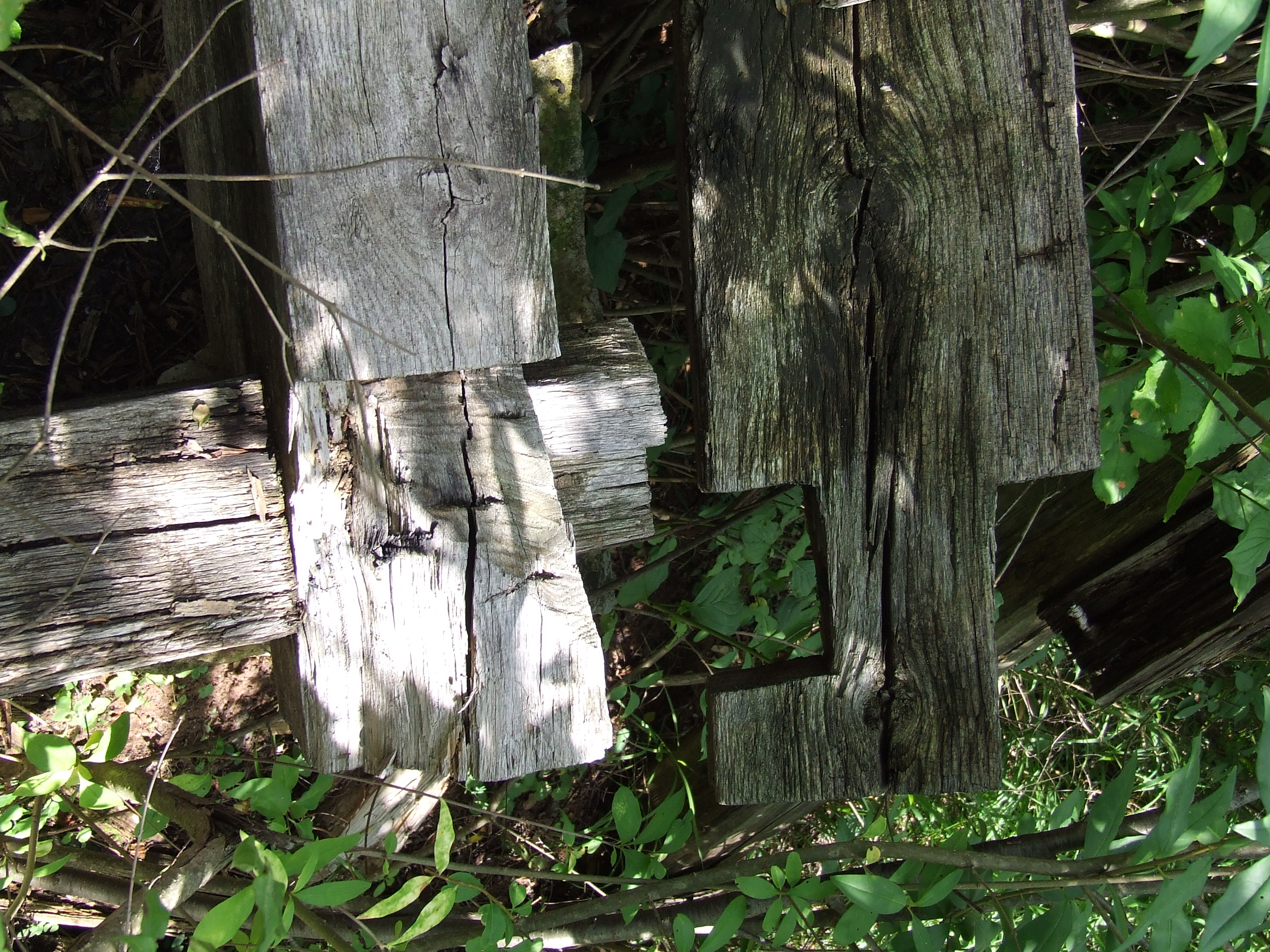
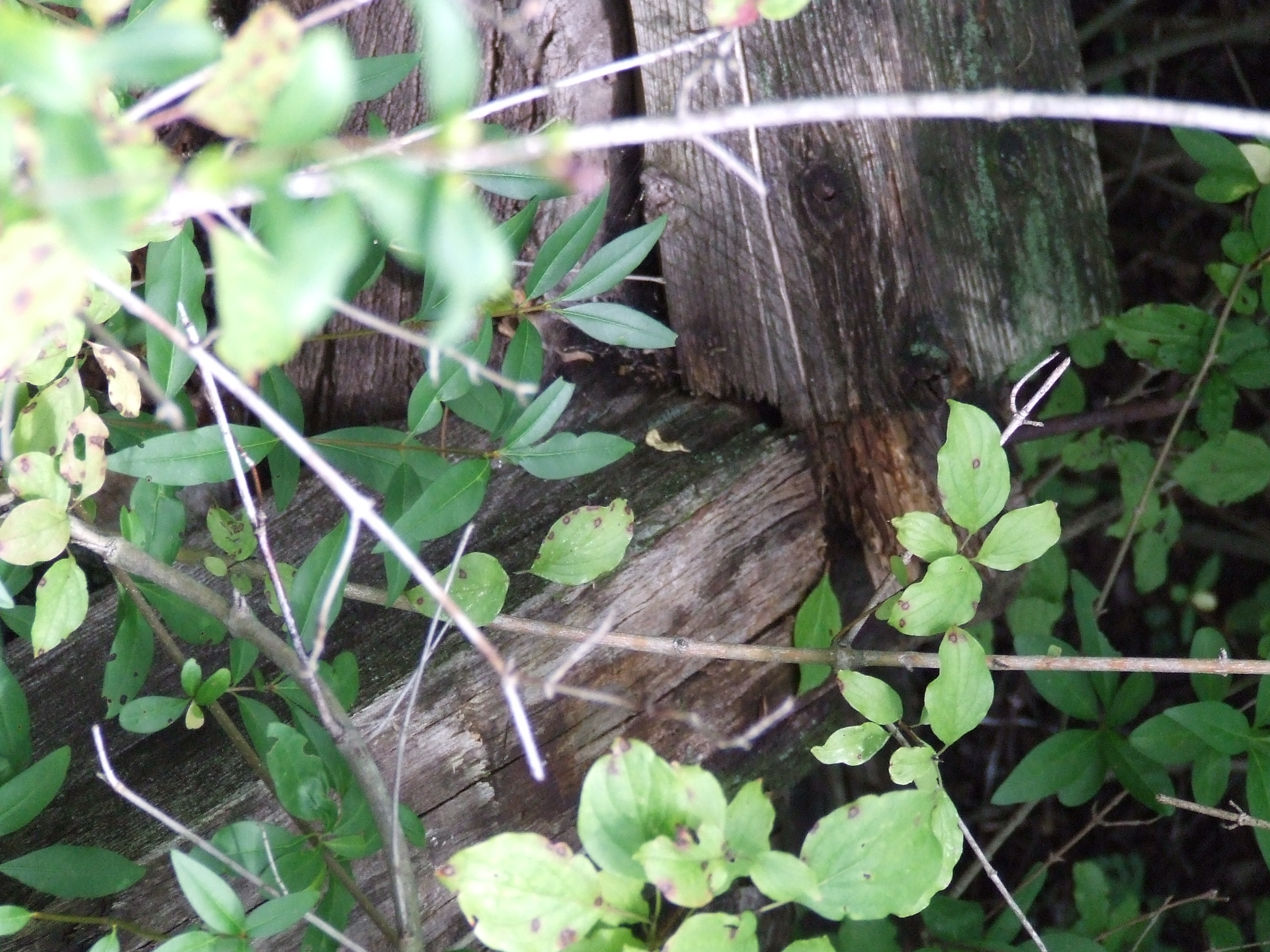
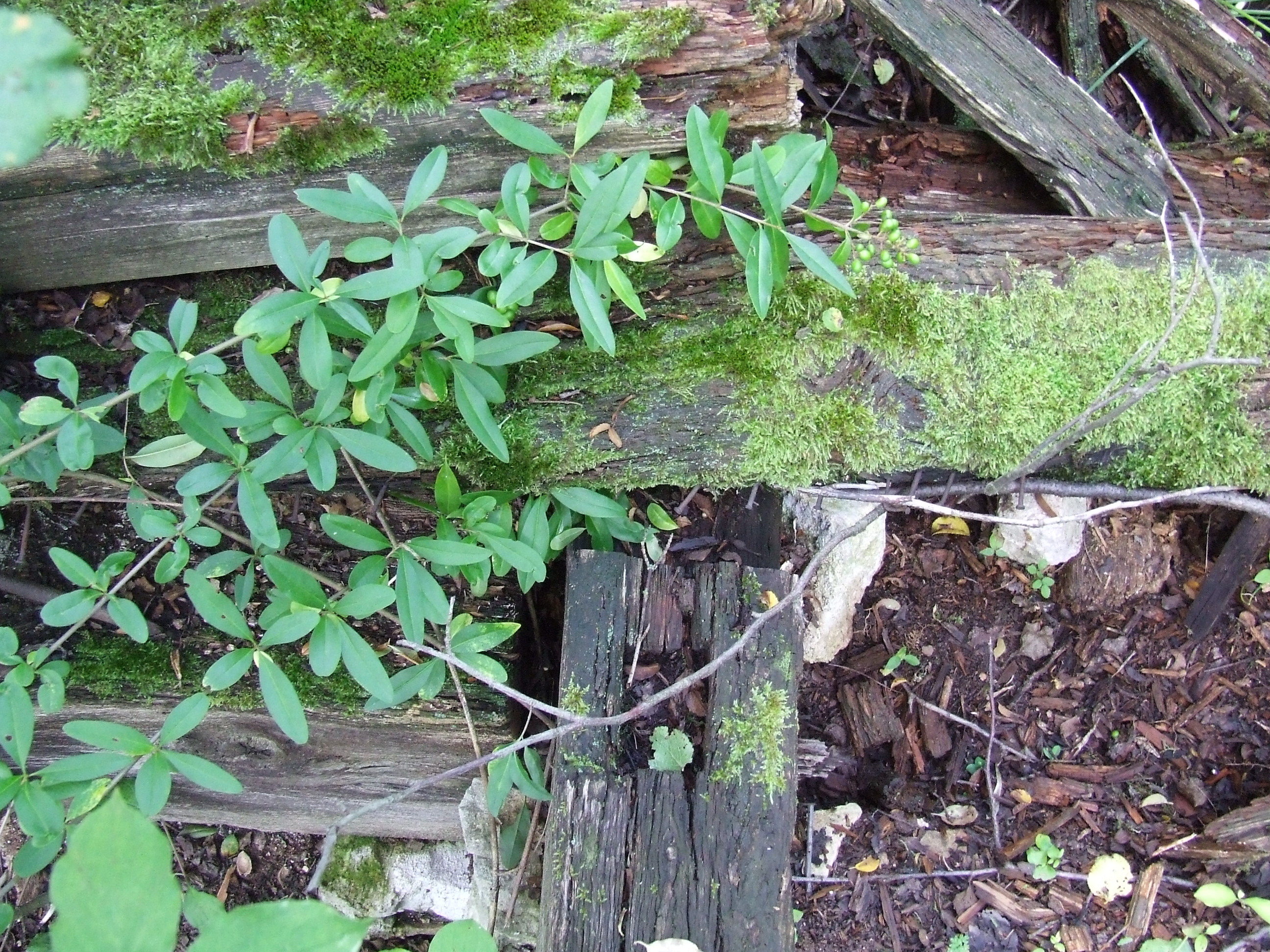
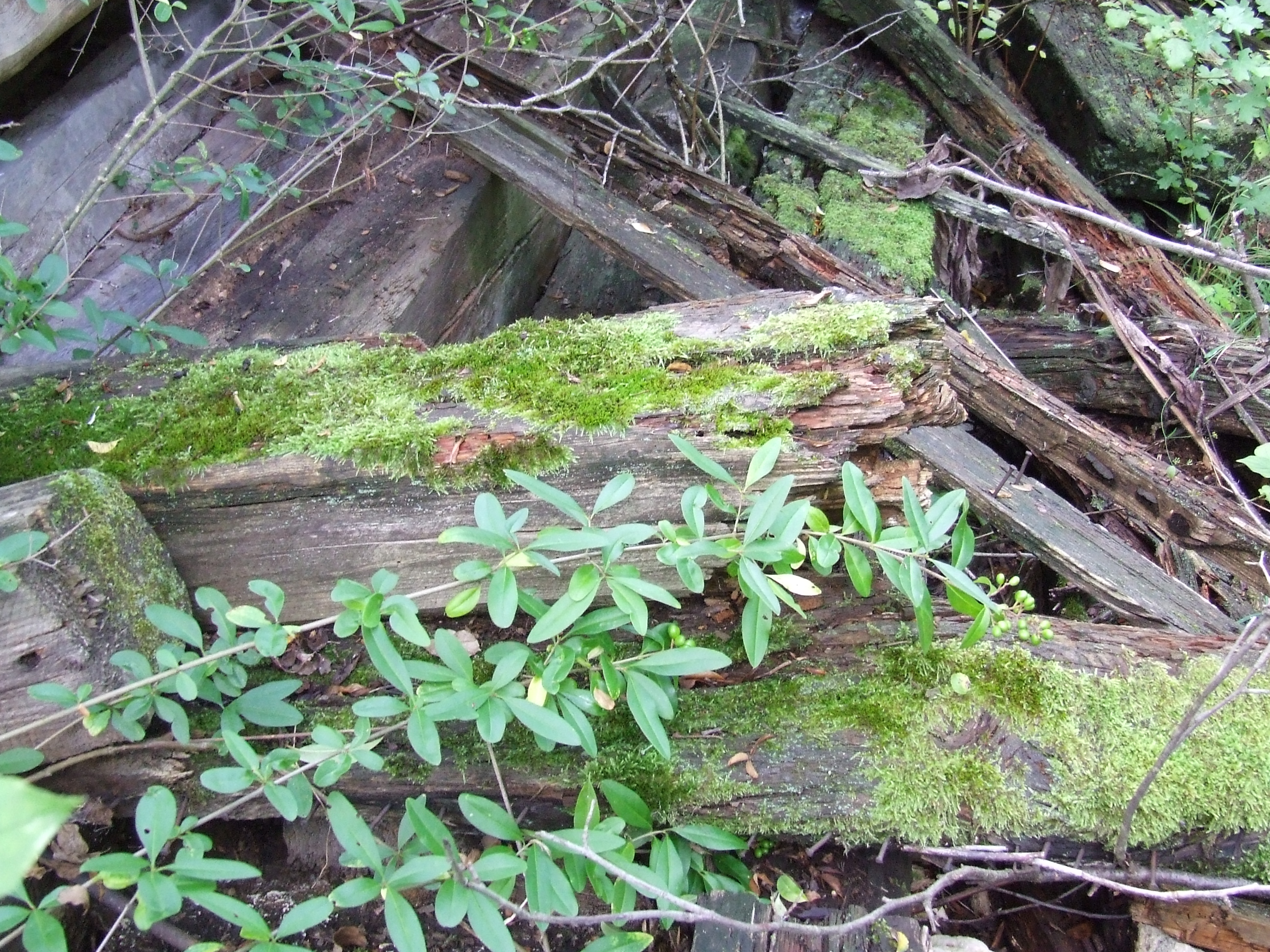
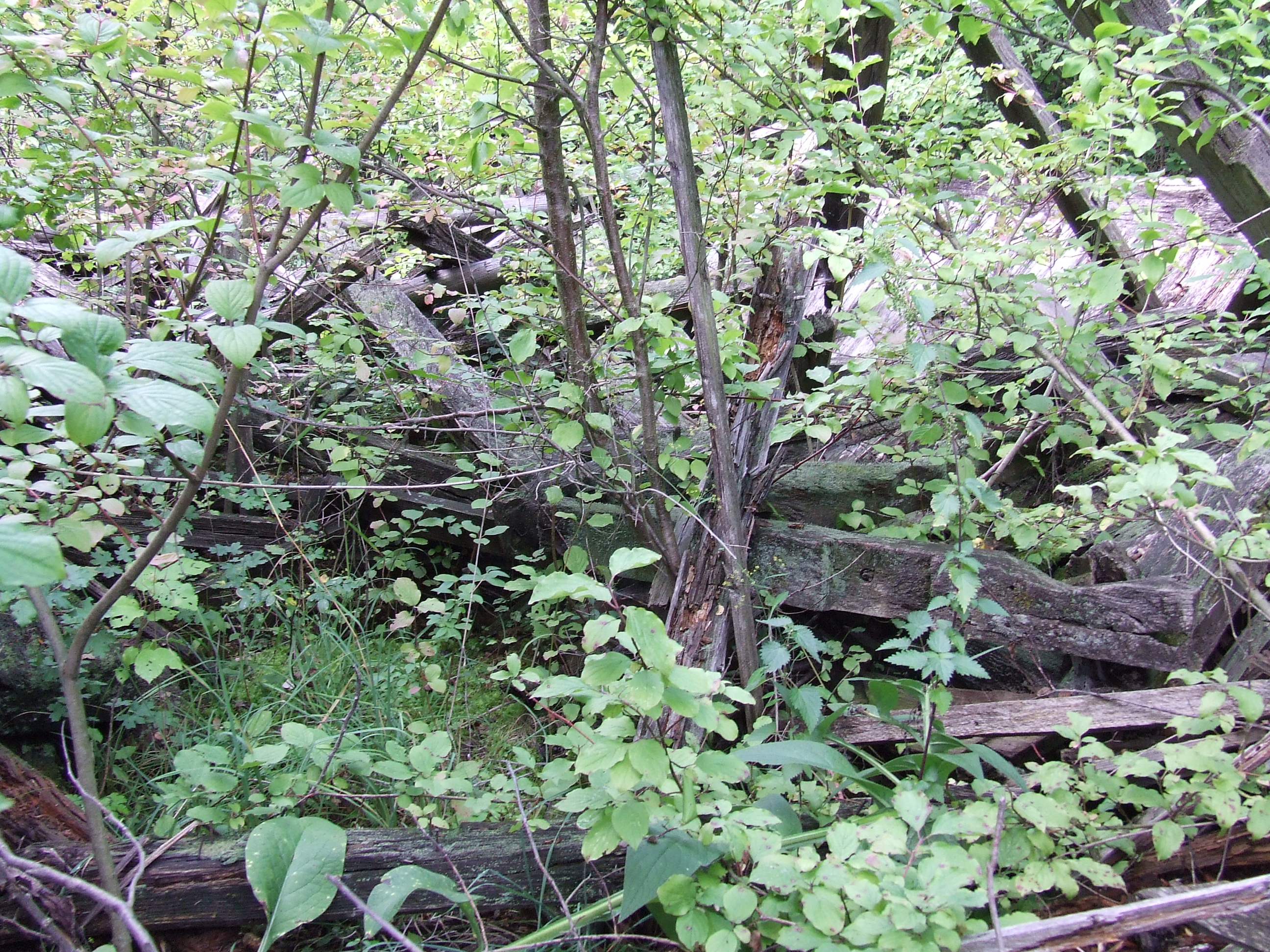
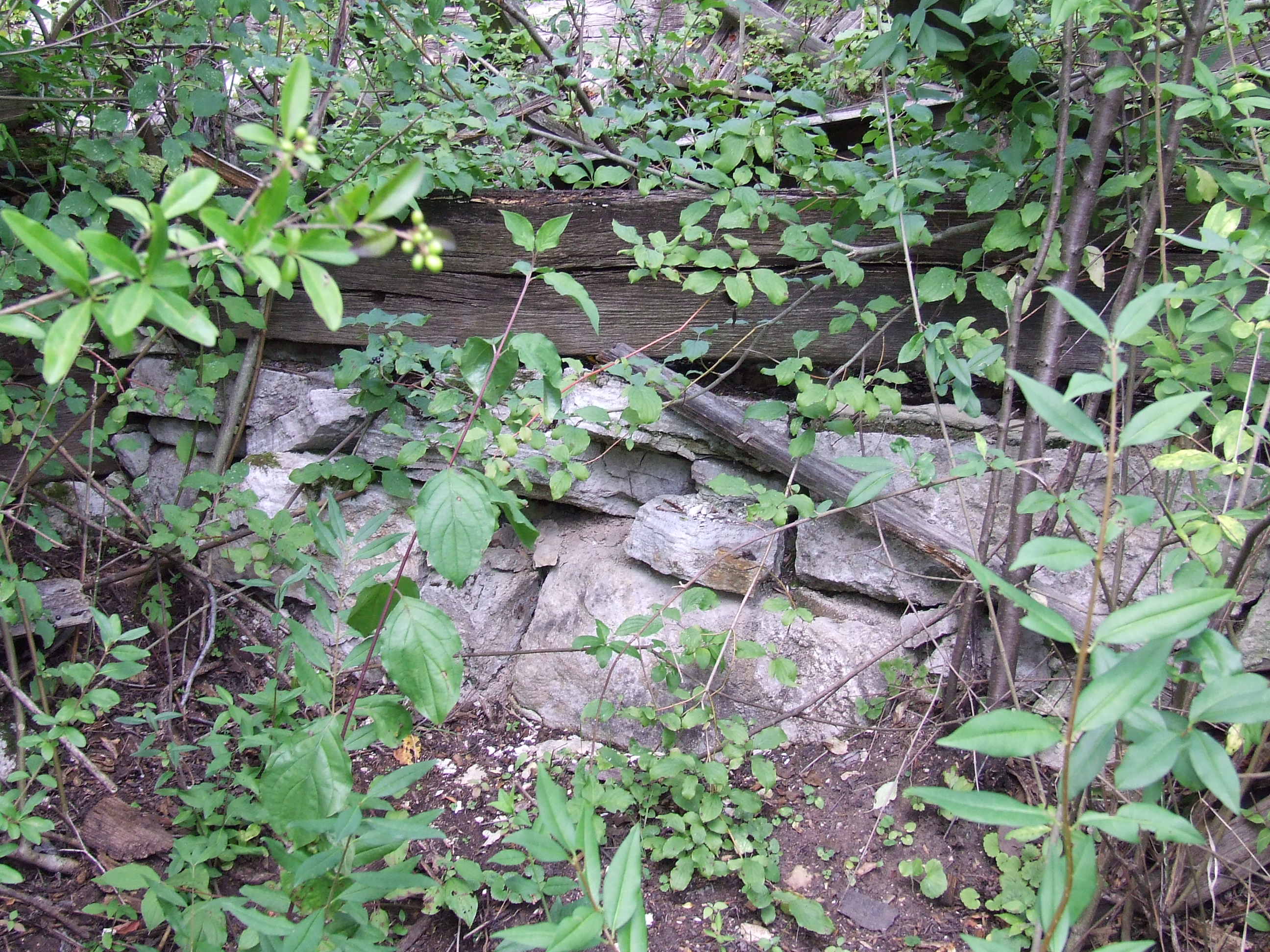
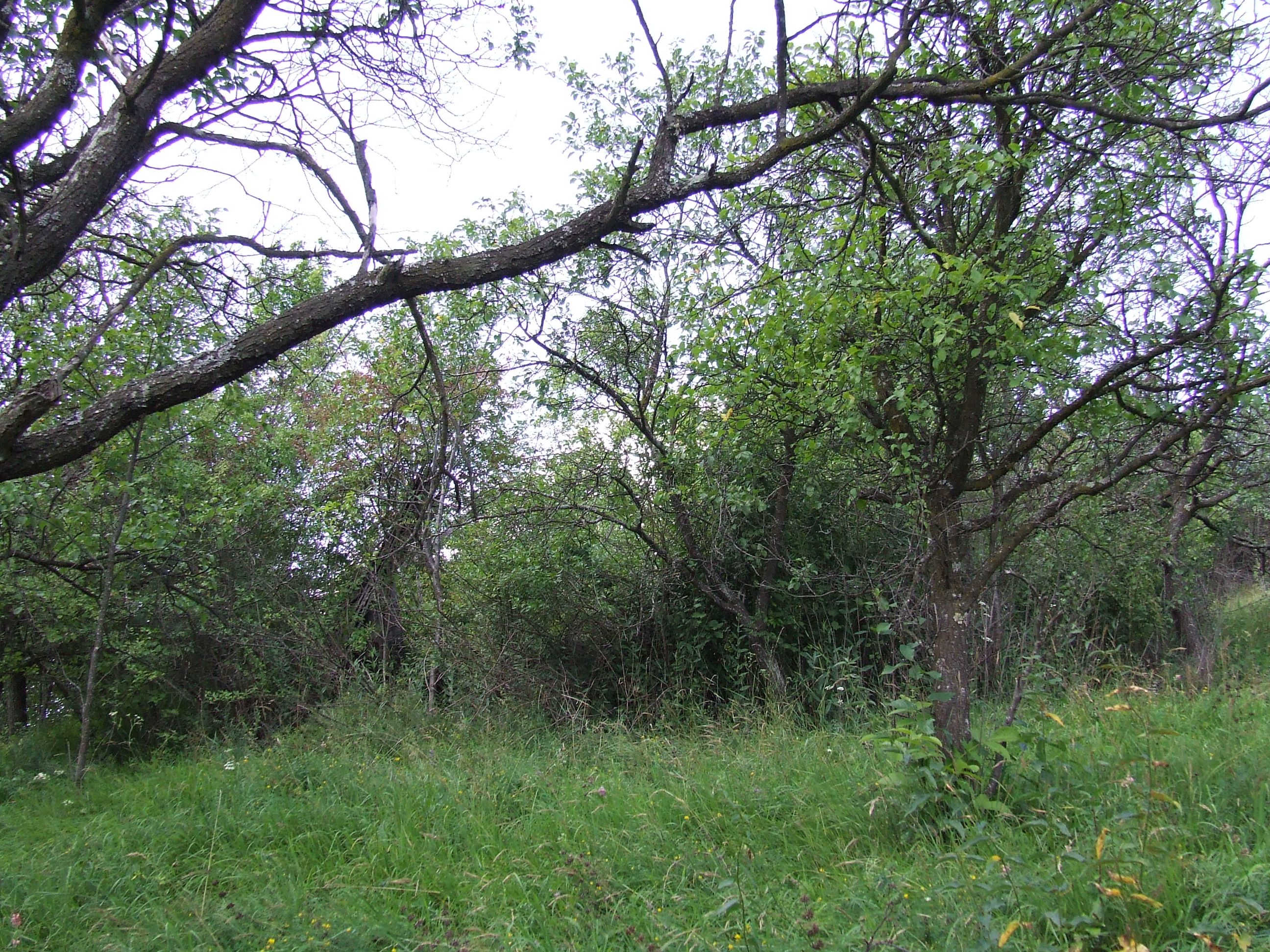
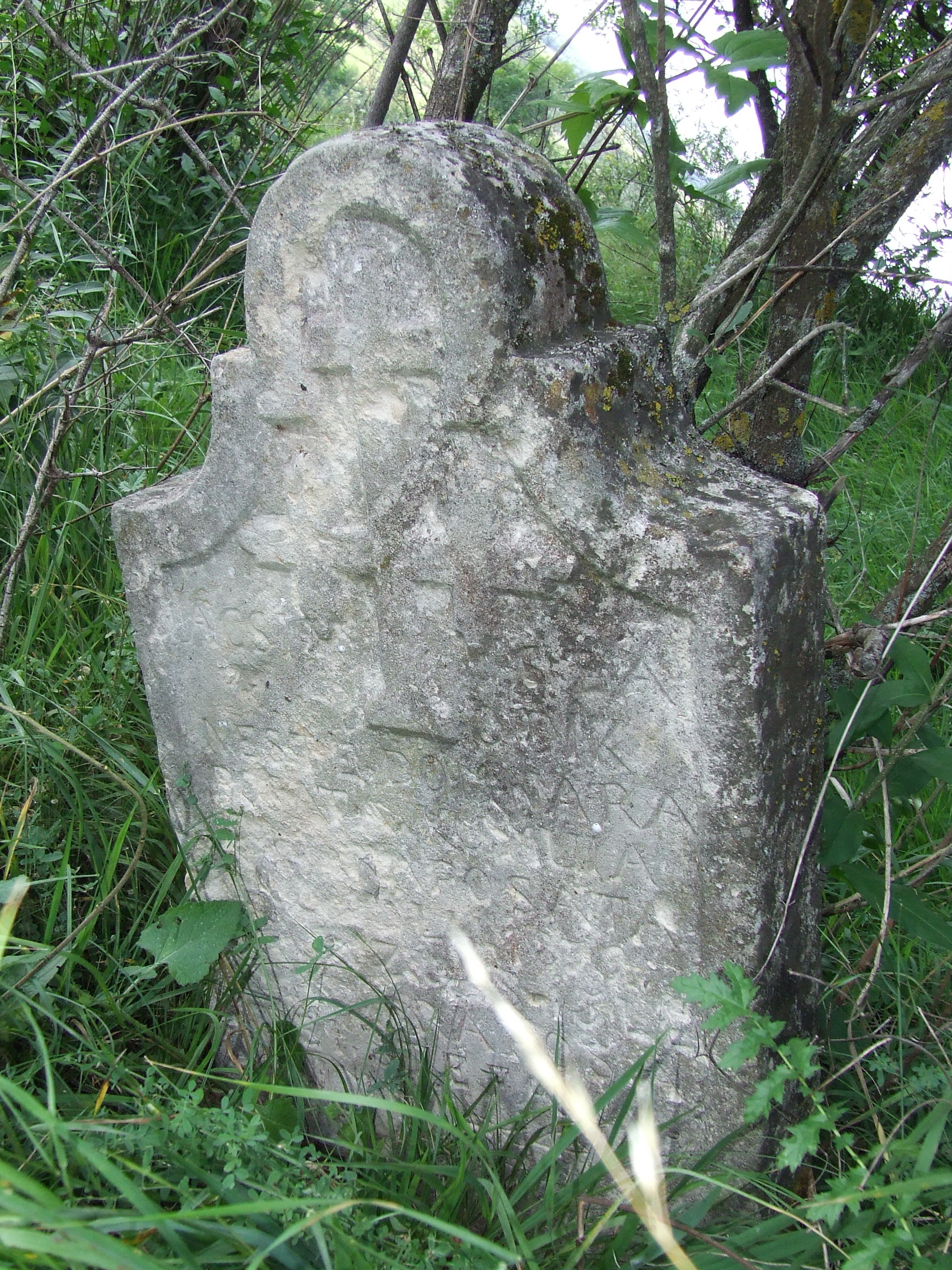
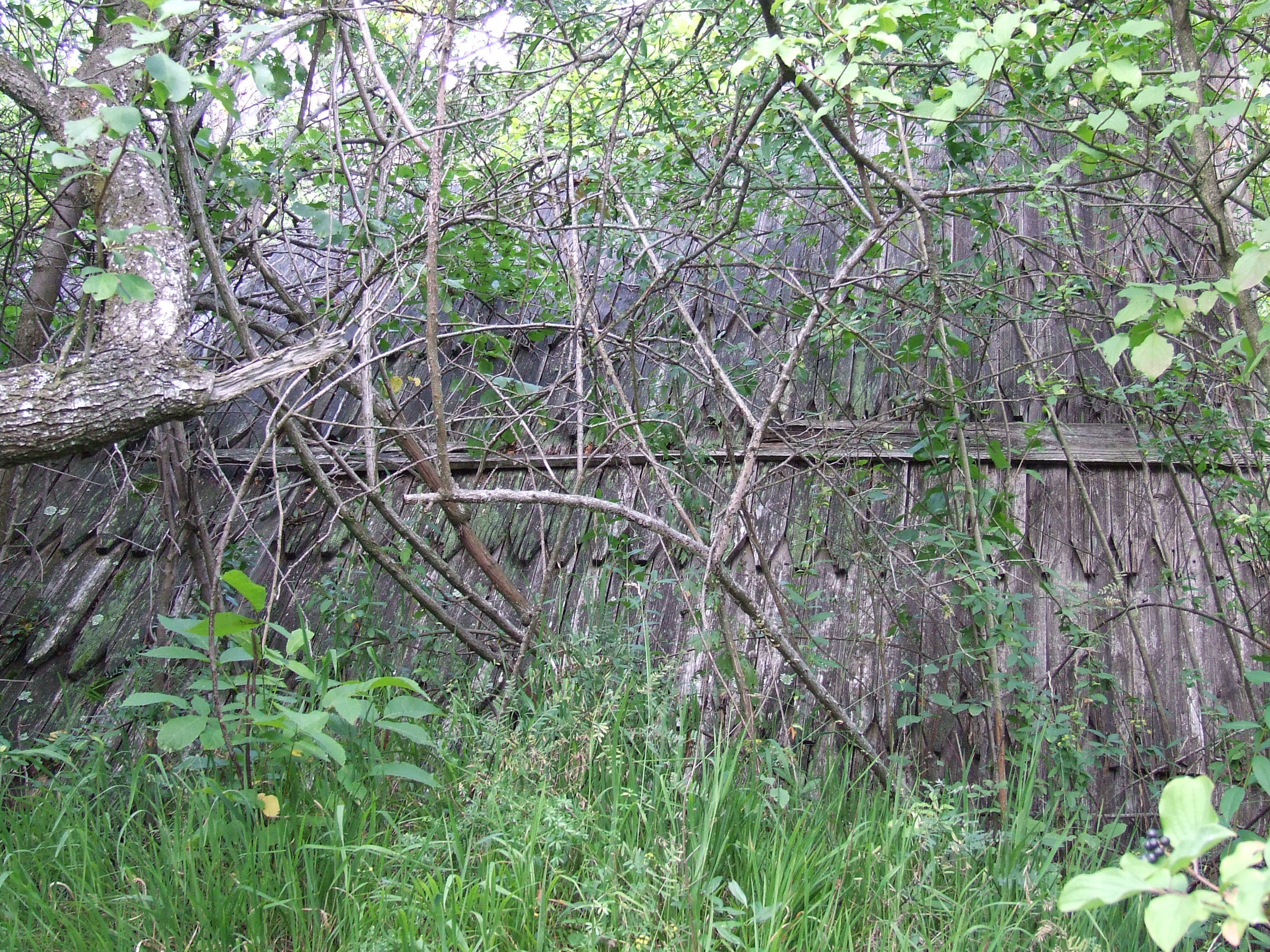
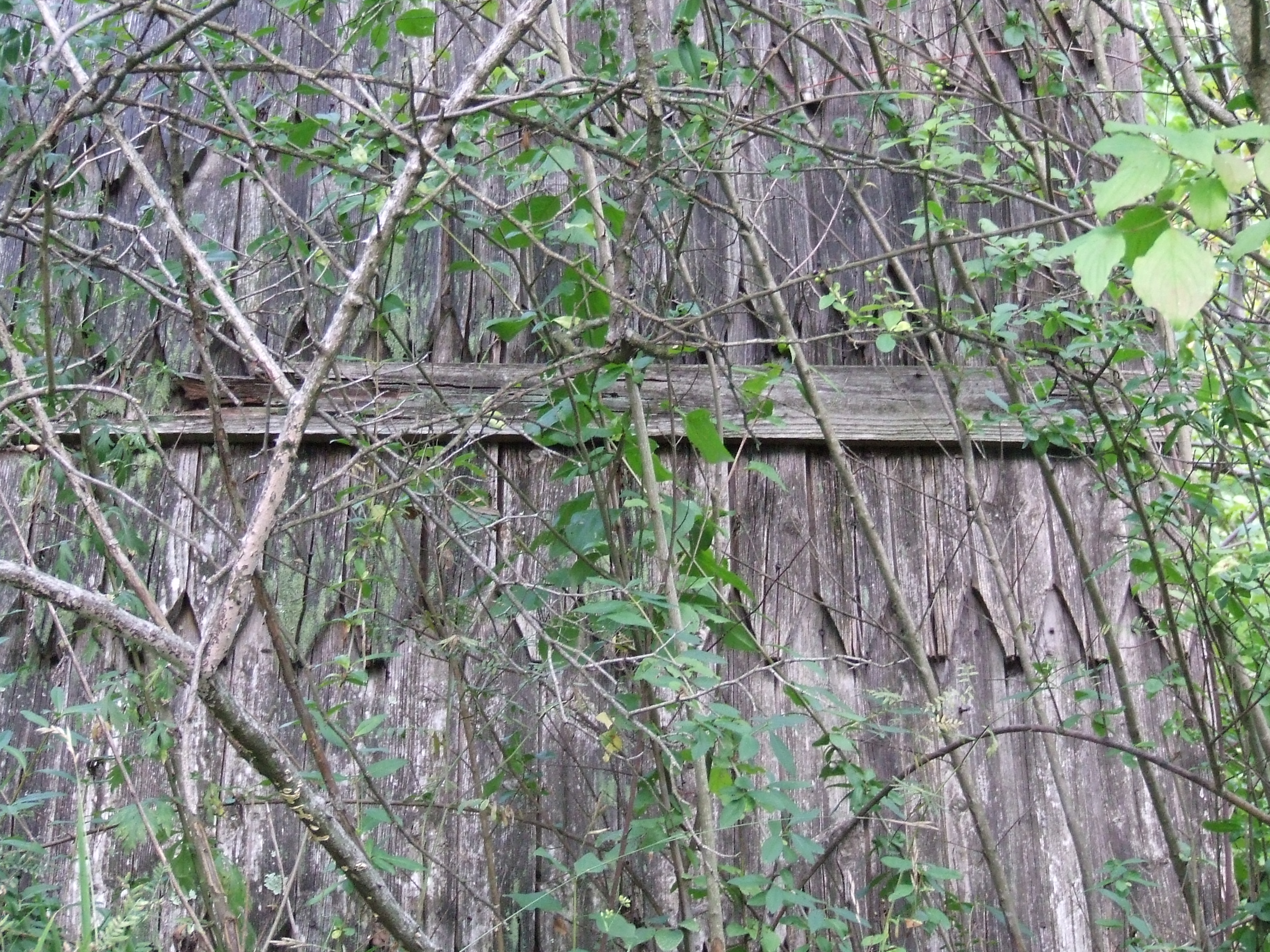
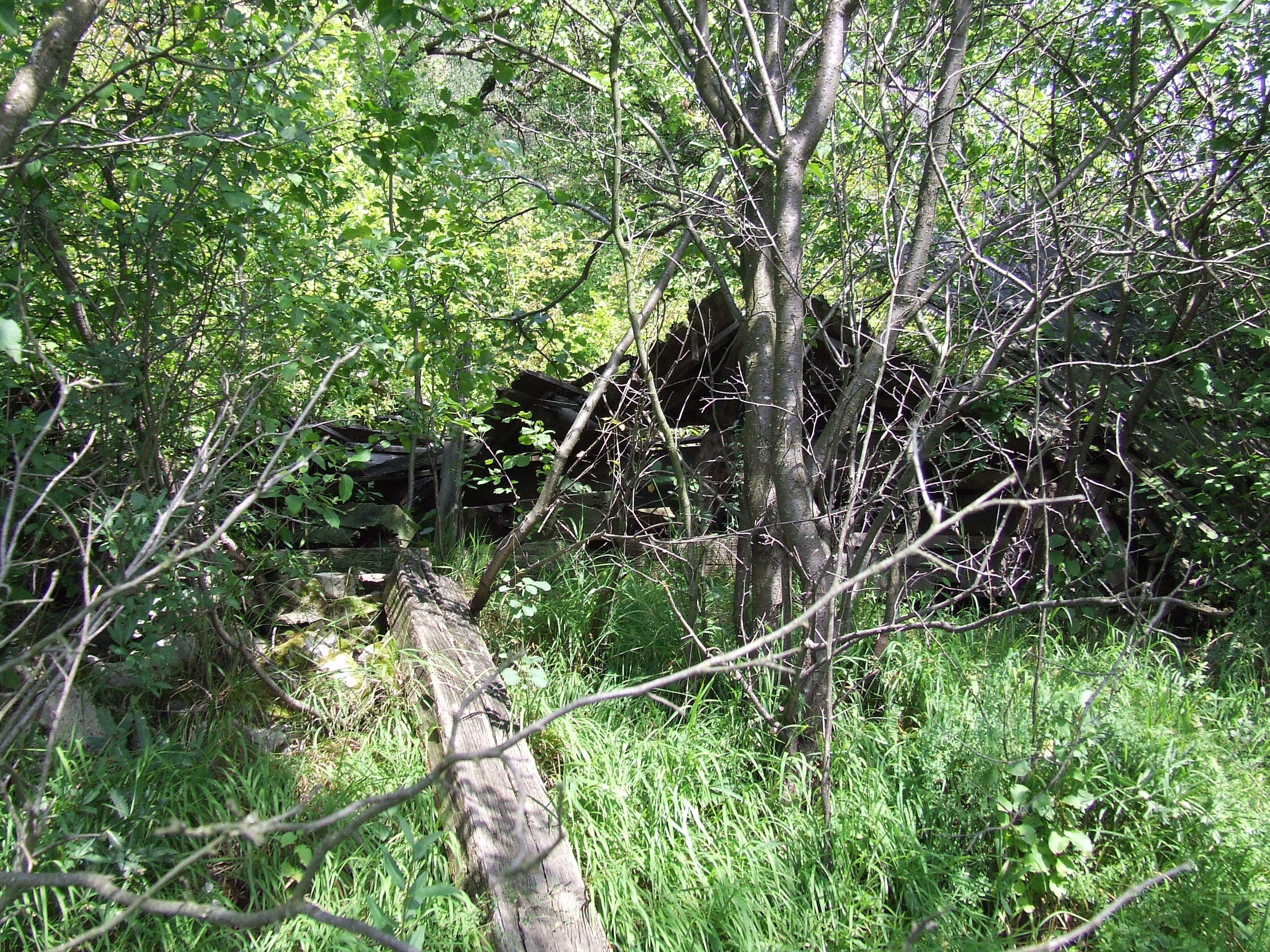